# Gadadhara Pandita
Gadadhara Pandit lub Śri Gadadhara Pandita Goswami (ur. ok. 1490 n.e.) – święty w gaudija wisznuizmie, jeden z Pięciu Aspektów Boga (Panća Tattwa), uznawany za częściowego awatarę Radhy – Twórczej Energii Boga Kryszny (czasem uważa się, że był połączoną inkarnacją Radhy i Lality – jednej z gopi oraz Rukmini). Przyjaciel i bliski współpracownik Ćajtanji Mahaprabhu.

## Życiorys
Jego ojciec Madhwa Misra i matka Ratnawati mieszkali niedaleko domu rodziców Ćajtanji Mahaprabhu, a Matka Saći była bliską przyjaciółką Ratnawati. Gadadhara był o kilka lat młodszy od Ćajtanji, lecz od wczesnego dzieciństwa chłopcy przyjaźnili się, byli nierozłączni i razem uczyli się w szkole.
Teolodzy krysznaizmu uznają, że ta bliska przyjaźń wynikała z faktu, że Ćajtanja był wcieleniem Najwyższej Osoby Boga, czyli samym Kryszną, połączonym z Radhą, a Gadadhara był wcieleniem wewnętrznej Energii Najwyższego Boga, czyli częściową inkarnacją Radhy – wiecznej ukochanej Boga. Dlatego w gaudija wisznuizmie mówi się o boskiej parze Śri Gaura-Gadadhara (Gaura to inne imię Ćajtanji), która reprezentuje nierozerwalny związek między Bogiem i wieczną duszą, zamkniętą w niezliczonych żywych istotach.
Wasudewa Ghosa pisał: „Pan Gaurasundara, który jest ponad zapowiedziami pism i ponad Brahmanem, a nawet ponad Wedami, nigdy nie może być poznany przez ateistów, których inteligencja jest zaćmiona. Pan Nitjananda jest Jego wieczną Osobą. Pan Ćajtanja jest samym Panem Gowindą, a Pandita Gadadhara jest nikim innym jak Śri Radhą.”
Od dzieciństwa Gadadhara wyróżniał się głęboką religijnością i odrazą dla materializmu. Inicjację przyjął od Pundarika Widjanidhi na prośbę Ćajtanji. Razem z Ćajtanją propagowali bezgraniczną miłość i oddanie dla Kryszny i często pogrążali się w ekstazie na sam dźwięk imienia Boga. Podczas gdy Ćajtanja był przedsiębiorczy, aktywny i porywczy, to Gadadhara wolał spokojną medytację i cierpliwą służbę Bogu. Tylko przebywając razem stawali się doskonałością, tak jak Kryszna z Radhą.
Ze względu na skomplikowaną teologię, dotyczącą boskiej pary Śri Gaura-Gadadhara, w gaudija wisznuizmie czczą ją tylko wielbiciele zaawansowani w wiedzy religijnej.